# وضع الملصقات الغذائية والإعلان عنها

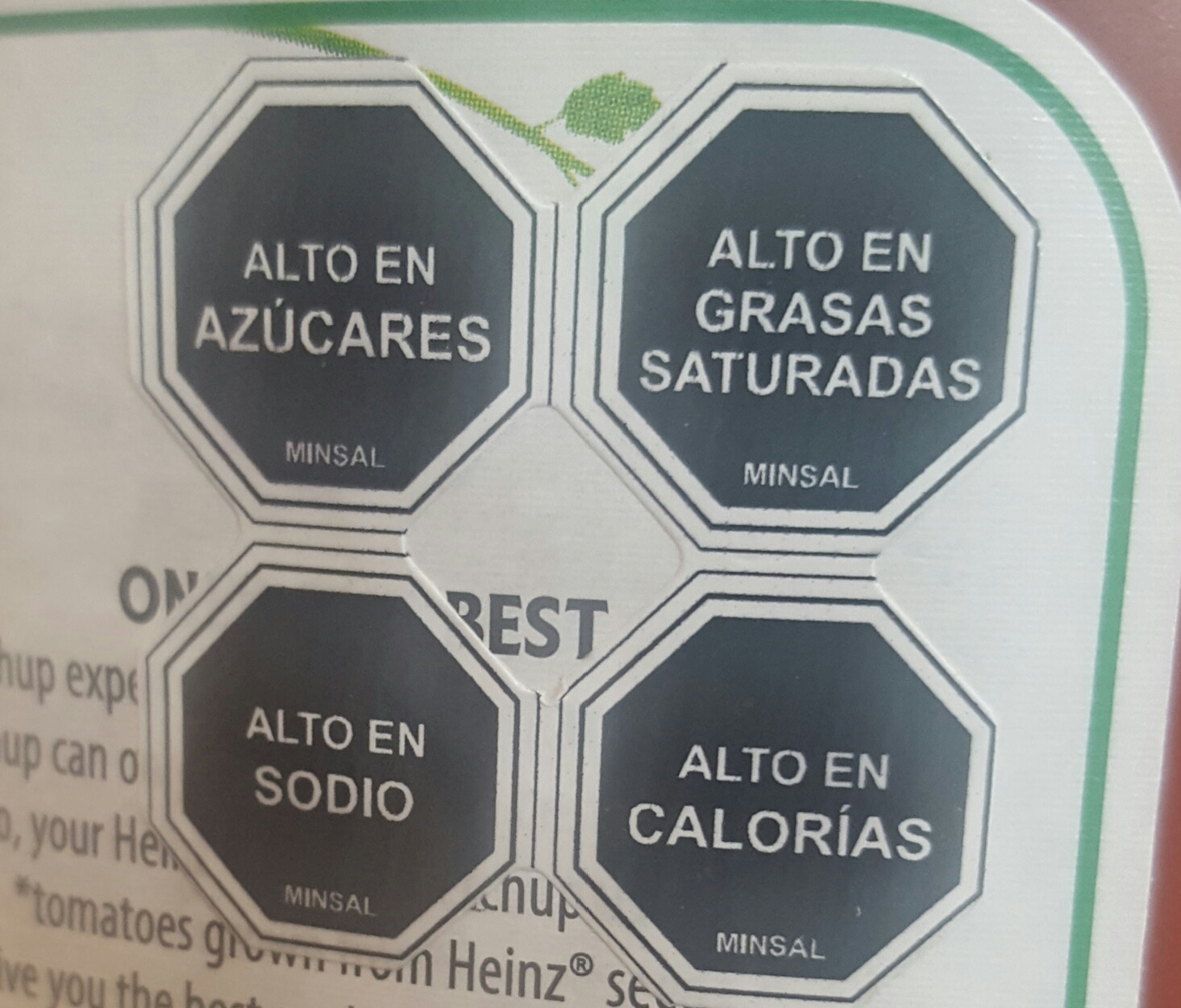

قانون شيلي لوضع العلامات الغذائية والإعلان عنها، لقب رسميا (قانون 20,606 بشأن التكوين الغذائي للأطعمة / الأغذية والإعلان عنها ) شكل اطارا تنظيميا للأمن الغذائي والأغذية الصحية بقصد توجيه المستهلكين نحو أنماط السلوك التي تعزز الصحة العامة.
بعد سن القانون عام 2012، دخلت اللوائح المصاحبة له قيد التنفيذ الكامل في 27 حزيران عام 2016 . اندرو جاكوبس، كاتبا في صحفية نيويورك تايمز يوصف هذه المحاولة كأنها ( المحاولة الأكثر طموحا في العالم لاعادة تشكيل ثقافة الطعام في بلد ما ).ويقترح أيضا انه يمكن ان يكون نموذجا لكيفية تحويل مد وباء السمنة العالمي الذي يقول الباحثون انه يساهم في أربعة ملايين حالة وفاة مبكرة سنويا ).
في شيلي القانون غالبا ا يشار اليه بأسماء أقل تعقيدا مثل : (قانون وضع العلامات التجارية) أو قانون (سوبر ثمانية )أو ببساطة (قانون الغذاء).وينظم على وجه التحديد توصيل المعلومات الغذائية عن الأطعمة التي تحتوي نسبة عالية من الصوديوم، الدهون المشبعة والسكريات أو السعرات الحرارية .كما يحظر المعيار بيع مثل هذه الأطعمة في المؤسسات التعليمية والحد من الإعلان عن هذه المنتجات للأطفال دون سن الرابعة عشر.

## التاريخ
الخلفية :
وفقا للاستطلاع الصحي الوطني عام 2010، يعاني أكثر من 60 بالمائة من سكان شيلي من الوزن الزائد . تبدأ المشكلة في مرحلة الطفولة البكرة، مع أكثر من 10 بالمائة من الأطفال دون سن السادسة، وأكثر من 15 بالمائة من الأطفال في سن ما قبل المدرسة وأكتر من 25 بالمائة من أطفال الص الأول يعانون من السمنة.
عندما يتم اعتبار الأطفال الذين يعانون من زيادة الوزن والسمنة كمجموعة وفقا لوزارة الصحة الشيلية فان أكثر من 50 بالمائة منهم يعانون من سوء التغذية، الذي يعتبر مشكلة الصحة العامة الرئيسية في البلاد.

## التشريع والتنظيم

### قانون 20,606
يتألف القانون من أحد عشر مادة، يحدد شروطه :
- مسؤولية الشركات المصنعة والمستوردين والمنتجين للاستهلاك البشري بوضع علامات محدده عن طبيعة المنتج وبمعلومات كاملة وصادقة، ومسؤوليتهم ضمان اتباع الممارسات الصحية التي تضمن سلامة الأغذية في سلسلتهم الانتاجية .
- واجب الشركات المصنعة ;المنتجين والموزعين ومستوردين الأغذية الإبلاغ على حاوياتهم أو على ملصقاتهم فيما يتعلق بالمكونات الواردة بما في ذلك جميع الاضافات ومعلوماتها الغذائية لاتباع لوائح الأغذية الصحية التي تحدد فيها محتويات وخصائص الأغذية لتحديد الملصق وعلى وجه التحديد للتأكد من أن المعلومات مرئية بما فيه الكفاية ومفهومة.
- منع غش المكونات والأطعمة المحضرة بأي شيء الذي قد يخلق بطريقة أو بأخرى انطباعا خاطئا عن طبيعتها أو تركيبها أو جودتها الحقيقية أو من المحتمل أن تسبب خطرا في الصحة وفقا بما حددته وزارة الصحة .
- واجب المدارس التمهيدية والمدارس الابتدائية والثانوية تضمين المواد التعليمية وممارسة الرياضة من أجل تعزيز عادات الأكل الصحي والنشاط البدني والمتطلبات المفوضة لوزارة التعليم والصحة للحصول على نظام مراقبة غذائية للطلاب في المدارس التمهيدية والابتدائية والثانوية.
- اشتراط قيام وزارة الصحة تحديد الأغذية التي تحتوي تركيبتها الغذائية على كميات كبيرة من السعرات الحرارية والدهون والسكريات أو الملح (أو مكونات أخرى كما تحددها الأنظمة ) وتحديد الحد الأقصى المسموح به وضمان الامتثال من خلال نظام الصحة العالمي.
- حظر بيع المنتجات الغذائية أو توزيعها في المدارس التمهيدية والابتدائية والثانوية المصنعة على أنها عالية في العناصر الغذائية أو السعرات الحرارية الخاضعة للرقابة، وكذلك التوصيل أو الإعلان عن هذه المنتجات مجانا للأطفال دون سن الرابعة عشر عاما، كما في ذلك للروابط التجارية المصصمة لتستهدف الأطفال، مثل:الألعاب، والاكسسوارات، والمواد اللاصحية أو المنتجات المماثلة .
- حظر وضع اللاصقات على تركيبات الأطفال وبدائل حليب الأم بأي طريقة قد تعيق الرضاعة الطبيعية.

يجب على أي منتج غذائي يتم تسويقه في شيلي والذي يحتوي على مكوناته أو الذي استخدم أثناء اعداده (فول الصويا، والحيب، والفول السوداني والبيض أو المأكولات البحرية أوالأسماك أو الغلوتن أو المكسرات ) أن يشير ألى ذلك على عبوته أو ملصقاتها .

## الامتثال والتأثير
التأثير العالمي
أعربت عدة دول عن اهتمامها بالمعايير الشيلية ونظرت في محتواها لتطوير قوانين وضع الملصقات في بلدانها بما في ذلك الأرجنتين، واستراليا، والبرازيل،وكندا،واكوادور،وجواتيمالا، والهندوراس،وإسرائيل، والمكسيك،ونيوزلاندا،ونيكاراجوا، وباناما، وبيرو، وسلفادور، والاوروجواي.
بالإضافة الي ذلك، فقد أعربت المنظمات الدولية -بما في ذلك المجتمع الكاريبي (كاريكوم) ومنظمة صحة البلدان الأمريكية ومنظمة الأمم المتحدة للأغذية والزراعة ومنظمة الصحة العالمية واتحاد امم أميركا الجنوبية ومنظمة التعاون الاقتصادي والتنمية - عن دعمها لقوانين شيلي الخاصة بللصقات الأغذية والإعلان عنها ويسري التعاة ن الثنائي ومذكرات التفاهم وانشاء علاقات دولية .
وقد حثت هيئة الدستور الغذائي دول الاعضاء مراجعة قوانين الملصقات، بينما أنشأت منظمة التجارة العالمية أفرقة نقاش دولية بشأن الملصقات الغذائية، فكانت شيلي من أبرز المتحدثين فيها .